# Harras Kyttä
Harras Vilhelm Johannes Kyttä, född 25 juni 1912 i Helsingfors, död 12 mars 1985 i Helsingfors, var en finländsk jurist och politiker (Finska folkpartiet). Han var Finlands inrikesminister från maj till september 1957 och på nytt från april till augusti 1958.
Kyttä var son till Wilho Kyttä som var landshövding i Åbo och Björneborgs län. Harras Kyttä studerade juridik och blev 1938 vicehäradshövding. Han representerade Åbo södra valkrets i Finlands riksdag 1951–1964 och var partiledare för Finska folkpartiet 1961–1964. Han var domare (hovrättsråd) i Åbo hovrätt 1957–1961 och Åbo stadsdirektör 1961–1963. Som verkställande direktör för försäkringsbolaget Tarmo tjänstgjorde han 1964–1970.